# Fécocourt
Fécocourt település Franciaországban, Meurthe-et-Moselle megyében. Lakosainak száma 106 fő (2022. január 1.). Fécocourt Beuvezin, Dommarie-Eulmont, Grimonviller, Pulney, Tramont-Lassus és Vandeléville községekkel határos.

## Népesség
A település népességének változása:
| Lakosok száma | 147  | 93   | 85   | 104  | 112  | 109  | 109  | 112  | 111  | 106  |
|               | 1968 | 1982 | 1990 | 2006 | 2013 | 2015 | 2017 | 2019 | 2020 | 2022 |